# Friedrich Wilhelm von Schubert
Friedrich Wilhelm von Schubert (* 5. Dezember 1788 in Greifswald; † 16. Juli 1856 in Altenkirchen (Rügen)) war ein deutscher lutherischer Theologe, Geistlicher, Skandinavist und Hochschullehrer.

## Leben
Friedrich Wilhelm Schubert war ein Sohn des Juristen und späteren Syndikus der Universität Greifswald, Wilhelm Julius Ludwig Schubert (1755–1835), und der Beata Eleonore Christine Kriebel. Nach dem Besuch der Stadtschule studierte er von 1804 bis 1808 an der Universität Greifswald und anschließend bis 1810 an der Universität Göttingen. In Göttingen wurde er 1809 zum Magister und Doktor der Philosophie promoviert. 1810 unternahm er eine Reise durch Deutschland und die Schweiz, wo er sich über die verschiedenen Formen der Pädagogik informierte.
In Greifswald habilitierte er sich 1811 als Adjunkt für Theologie, Literaturgeschichte und Pädagogik. Mit der Erhebung seines Vaters in den schwedischen Adelsstand im Jahr 1812 wurde er als Friedrich Wilhelm von Schubert nobilitiert. 1813 wurde er außerordentlicher Professor der Theologie in Greifswald. An der Universität Rostock wurde er 1814 zum Doktor der Theologie promoviert. Von 1817 bis 1820 reiste er durch Schweden, Lappland, Finnland, Norwegen und Dänemark. In Stockholm wurde er 1817 Mitglied der Gesellschaft „pro fide et christianismo“. Nach seiner Rückkehr veröffentlichte er mehrere Schriften über Kirchen- und Schulwesen in Schweden.
Im Dezember 1821 schlug er dem preußischen Kultusministerium die Einrichtung eines Lehrstuhls für nordische Literatur an der Universität Greifswald vor. Nach dessen Ablehnung 1822 wechselte er in den Kirchendienst und übernahm 1823 das Amt des Pastors und Superintendenten in Altenkirchen auf Rügen, wo er bis an sein Lebensende wirkte.

## Schriften
- Über christliches Kirchen- und Schulwesen. 3 Hefte, Berlin 1816–1818.
- Schwedens Kirchenverfassung und Unterrichtswesen. 2 Teile, Greifswald 1820–1821.
- Reise durch Schweden, Norwegen, Lappland, Finnland und Ingermannland in den Jahren 1817, 1818 und 1820. Hinrichsche Buchhandlung, Leipzig:
  - Erster Band: Reise durch das südliche und östliche Schweden. Leipzig 1823 (Google bücher).
  - Zweiter Band: Reise durch das nördliche Schweden und Lappland. Leipzig 1823 (Google Bücher).
  - Dritter Band: Reise durch das westliche Schweden, Norwegen und Finnland. Leipzig 1824 (Google Bücher).